# Fafnersgade
Fafnersgade er en gade i Haraldsgadekvarteret på Ydre Nørrebro i København. Den er en sidegade til Haraldsgade og ender i Hermodsgade.
Gaden er navngivet efter en slange, Fafner, fra den nordiske mytologi, der blev dræbt af Sigurd Fafnersbane.
Fafnersgade møder mod vest Haraldsgade og bliver her til en lille plads, hvor der bl.a. ligger en café. Pladsen bestod af et gammelt beskyttelsesrum, bevokset med græs og mælkebøtter. Ret idyllisk på en sommerdag. Dette er imidlertid blevet fjernet og erstattet med et grus-torv og udsmykket med en skulptur. 
På den ene side er der beboelse, på den anden side gammel industri. Gaden er domineret af karréen af røde mursten, fint sammensat med svenskrøde vinduer og døre, københavnertag og den anden side er lavt fabriksbyggeri, campingvogne, skure og stakit.
I 1950'erne boede der bl.a. en maskinarbejder, en enkepastorinde Brønniche, en snedker, en frøken og en forvalter Ivan Basse (Nr. 3). Flere af beboerne har sikkert været tilknyttet industrien i området.
I 1970'erne lå Record-Data i nr. 3.